# Brighton International 1998
Il Brighton International 1998 è stato un torneo di tennis giocato sulla terra rossa. È stata la 21ª edizione del Brighton International, che fa parte della categoria International Series nell'ambito dell'ATP Tour 1998. Il torneo si è giocato a Bournemouth in Gran Bretagna, dal 14 al 20 settembre 1998.

## Campioni

### Singolare
Félix Mantilla ha battuto in finale  Albert Costa con il punteggio di 6–3, 7–5

### Doppio
Neil Broad /  Kevin Ullyett hanno battuto in finale  Wayne Arthurs /  Alberto Berasategui con il punteggio di 7–6(3) 6–3